# Saronno–Seregno-vasútvonal
A Saronno–Seregno-vasútvonal egy 15 km hosszú, normál nyomtávolságú vasútvonal Olaszországban, Saronno és Seregno között. A vonal 3000 V egyenárammal villamosított, fenntartója a Ferrovienord. A vonal 1887 december 31-én nyílt meg.